# أوغدن (يوتا)
أوغدن (بالإنجليزية: Ogden, Utah)‏ هي مدينة تقع في الولايات المتحدة في مقاطعة ويبير، يوتا.  يقدر عدد سكانها بـ 83,793 نسمة ومساحتها 69.0 كم2  وترتفع عن سطح البحر 1,310 متر.

## المدن التوأمة
مدينة هوف هي مدينة توأمة لـأوغدن (يوتا).

## أعلام
- هال آشبي
- إلمر سينغلتون
- فيرن جاردنر
- دوني أوزموند
- جون موسز براونينغ